# Bruce Buffer
Bruce Anthony Buffer (født 21. maj 1957 i Tulsa, Oklahoma i USA) er den officielle Octagon announcer for UFC begivenhederne, introduceret på udsendelser som "Veteran Voice of the Octagon". Han er halvbror til bokse og professionel wrestling ring announceren Michael Buffer, og er formand og CEO for deres selskab, The Buffer Partnership. Begge er børnebørn af bokseren Johnny Buff. Buffer har sort bælte i Tang Soo Do og har kæmpet som en kickboxer.

## Tidlige liv og MMA-baggrund
Buffer blev født i Tulsa, Oklahoma. Hans mor, Connie, er af italiensk afstamning. Han startede første gang til kampsport, da han var tretten år gammel og boede i Philadelphia i Pennsylvania, hvor han gik til judo og opnåede grønt bælte. Han flyttede til Malibu i Californien med sin familie i en alder af femten og blev venner med to Chuck Norris-studerende, som introducerede ham til Tang Soo Do, hvor han har anden grad i sort bælte. Han begyndte til kickboxing i tyverne, men blev tvunget til at opgive sporten i en alder af 32 efter at have lidt af sin anden hjernerystelse.